# Апатриди
Апатри́д (на латински: apatris), също лице без гражданство, е физическо лице, което не е гражданин или поданик на която и да държава и не притежава доказателства въз основа на които може да се установи принадлежността му към някакво гражданство или поданство.
Човек може да стане апатрид по много причини, но винаги това става вследствие загубата на някакво гражданство и непридобиването на ново.
Възможни случаи:
- при раждане (в това число от родители безотечественици, ако законите на съответната държава не признават правото на гражданство по месторождение);
- при лишаване на гражданство от държавата. Това може да стане по политически или етнически причини или от съображения за национална безопасност;
- при загубата на получена по-рано привилегия за гражданство. Например в случая на гражданство получено поради сключването на граждански брак;
- при доброволен отказ от гражданство;
- при прекратяване на съществуването на някоя държава.

Съгласно чл.1 от Конвенцията за статута на апатридите, такъв статус не се прилага върху бежанците.